# Ponts-et-Marais
Ponts-et-Marais – miejscowość i gmina we Francji, w regionie Normandia, w departamencie Sekwana Nadmorska.
Według danych na rok 1990 gminę zamieszkiwały 793 osoby, a gęstość zaludnienia wynosiła 134 osoby/km² (wśród 1421 gmin Górnej Normandii Ponts-et-Marais plasuje się na 304. miejscu pod względem liczby ludności, natomiast pod względem powierzchni na miejscu 615.).